# Selma - La strada per la libertà
Selma - La strada per la libertà (Selma) è un film del 2014 diretto da Ava DuVernay. Il film rappresenta una rievocazione delle marce da Selma a Montgomery che nel 1965 segnarono l'apice della rivolta per il diritto di voto agli afroamericani.

## Trama
Nel 1964 Martin Luther King, per merito del suo movimento non violento per il riconoscimento dei diritti civili in favore degli afroamericani, vince il premio Nobel per la pace a Oslo.
King viene ricevuto dal presidente Lyndon Johnson, a cui chiede di garantire il pieno diritto di voto ai cittadini neri. Tale diritto è essenziale in quanto ai neri è negato negli stati del Sud, poiché essi non hanno alcun rappresentante nei seggi e nei tribunali; per questa ragione subiscono attentati, pestaggi e minacce a sfondo razziale, e gli autori di tali delitti, anche se arrestati, vengono spesso facilmente scagionati da tribunali presidiati da soli bianchi. Il presidente spiega a King che la sua richiesta è sì giusta ma scomoda, e creerebbe dissenso con gli stati del Sud.
King prosegue la sua lotta a Selma, in Alabama, stato governato dal segregazionista George Wallace. A seguito di una spedizione punitiva voluta dal governatore in risposta a una marcia non violenta, il giovane Jimmie Lee Jackson viene ucciso a sangue freddo da un poliziotto. Questo avvenimento sconvolge King, che organizza una marcia di protesta non violenta. Durante la marcia i neri che vi partecipano vengono sopraffatti dalla polizia, che li sottopone a pestaggi. Questo gesto, mostrato in diretta nazionale, commuove gran parte del paese. Nella seconda marcia si uniscono ai neri alcuni bianchi.
A questo punto il presidente convoca Wallace per cercare di calmare le acque. Di fronte alle deboli motivazioni del governatore, il presidente, che non vuole venire giudicato male dalla storia, decide di accettare la richiesta di King. Martin Luther King, vittorioso, vede il suo sogno realizzarsi e con il seguito di tutta l'Alabama marcia verso il Campidoglio, a Montgomery, dove terrà uno dei suoi discorsi più ricordati, consapevole dei rischi ai quali sta per esporsi.

## Produzione

### Distribuzione
Il primo trailer del film è stato diffuso il 6 novembre 2014. La pellicola è stata distribuita in forma limitata nelle sale statunitensi dal 25 dicembre, mentre nelle sale italiane è uscita il 12 febbraio 2015, per poi essere trasmesso in prima visione su Rai 3 il 15 giugno 2017 alle 21:20.

## Accoglienza
Realizzato con un budget di 20 milioni di dollari, il film ne ha incassati quasi 67, di cui più di 52 in patria.

## Riconoscimenti
- 2015 - Premi Oscar
  - Miglior canzone (Glory) a John Stephens e Lonnie Lynn[3]
  - Nomination Miglior film a Christian Colson, Dede Gardner, Jeremy Kleiner e Oprah Winfrey
- 2015 - Golden Globe
  - Migliore canzone originale (Glory) a John Legend e Common
  - Nomination Miglior film drammatico
  - Nomination Miglior regista a Ava DuVernay
  - Nomination Miglior attore in un film drammatico a David Oyelowo
- 2015 - Satellite Award
  - Nomination Miglior film
  - Nomination Miglior attore a David Oyelowo
  - Nomination Miglior regista a Ava DuVernay
  - Nomination Migliore sceneggiatura originale a Paul Webb
- 2014 - National Board of Review Award
  - Premio per la libertà d'espressione
- 2015 - Independent Spirit Award
  - Nomination Miglior film
  - Nomination Miglior regista a Ava DuVernay
  - Nomination Miglior attore protagonista a David Oyelowo
  - Nomination Miglior attrice non protagonista a Carmen Ejogo
  - Nomination Miglior fotografia a Bradford Young
- 2015 - NAACP Image Award
  - Miglior film
  - Miglior attore protagonista a David Oyelowo
  - Miglior attore non protagonista a Common
  - Miglior attrice non protagonista a Carmen Ejogo
  - Nomination Miglior attore non protagonista a André Holland
  - Nomination Miglior attore non protagonista Wendell Pierce
  - Nomination Miglior attrice non protagonista a Oprah Winfrey
- 2015 - MTV Movie Awards[4][5]
  - Nomination Miglior film
  - Nomination Miglior performance rivelazione a David Oyelowo
- 2014 - Critics' Choice Movie Award
  - Nomination Miglior film
  - Nomination Miglior regista a Ava DuVernay
  - Nomination Miglior attore a David Oyelowo
  - Nomination Miglior cast corale
  - Nomination Miglior canzone (Glory) a John Legend e Common